# سام بيكر
سام بيكر (بالإنجليزية: Sam Baker)‏ هو لاعب كرة قدم أمريكية أمريكي، ولد في 30 مايو 1985 في توستين في الولايات المتحدة.

## وصلات خارجية
- سام بيكر على موقع مرجع كرة القدم المحترفة.كوم (الإنجليزية)